# FV-106 Samson
Le FV-106 Samson est un véhicule de dépannage blindé et chenillé britannique de la famille des véhicules de combat de reconnaissance chenillés ou CVR (T).

## Histoire
Lors de l'acquisition d'une famille de véhicules militaires, l'armée britannique a l'habitude de fournir un véhicule de dépannage assorti. Il n'est donc pas surprenant qu'Alvis ait proposé un véhicule blindé de dépannage lorsque la famille CVR(T) est entrée en service. Le véhicule blindé de dépannage (ARV) FV106 Samson était né.
Le Samson ARV est basé sur la caisse du FV103 Spartan CVR(T) APC, le compartiment du conducteur est donc situé à l'avant gauche de la caisse, à côté du compartiment moteur. La partie supérieure de la caisse ne comporte qu'une seule trappe au lieu de deux. La coupole du commandant n° 27 est identique à celles utilisées sur le FV104 Samaritan CVR(T) et le FV 105 Sultan CVR(T) ; elle est équipée d'un périscope AV n° 44 Mk 2 et de cinq périscopes AV n° 42 Mk 1. Le conducteur est également équipé d'un périscope AV No 44 Mk 2 pour conduire le véhicule sous le blindage. Pour la conduite de nuit, il est équipé d'un périscope AV II L17A1.
La pièce maîtresse du FV106 Samson CVR(T) est son système de récupération. Celui-ci comprend un treuil à cabestan avec un câble de 228 mètres de long et d'un diamètre de 11 mm. Lorsqu'il est utilisé avec plusieurs poulies dans un rapport de traction de 4:1, et avec l'ancre de terre déployée, le treuil a une force de récupération de 18,8 tonnes. Le véhicule n'est pas équipé d'une grue, mais en utilisant sa barre de traction de type ciseaux en conjonction avec le treuil à cabestan, il est possible de construire une flèche d'une capacité de levage de 454 kg. Lorsqu'il est utilisé avec la flèche, le câble du treuil est guidé par une poulie à l'arrière. Par une poulie supplémentaire, le câble est guidé sous la barre de remorquage et à travers une autre poulie fixée à l'extrémité de la barre de remorquage où se trouve l'anneau. Avec cette configuration, la flèche est opérationnelle. Pour le remorquage des véhicules handicapés, une barre de traction de type ciseaux est entreposée à l'extérieur de la coque, sur le côté gauche.
En 1978, l'armée britannique a acheté 95 véhicules de dépannage blindés FV106 Samson CVR(T), dont six ont été fournis au régiment de la RAF. Outre les "fitters sections" des sabre squadrons des régiments de reconnaissance en formation, le FV106 Samson CVR(T) a également été utilisé par les escadrons de commandement et de reconnaissance des régiments blindés. L'armée de terre belge, entre autres, en a acheté:.
Comme pour le FV101 Scorpion CVR(T) et le FV107 Scimitar CVR(T), les phares standard du FV106 Samson CVR(T) ont été remplacés pour la participation aux exercices ACE Mobile Force (Land) de l'OTAN par des phares de plus grand diamètre (7 pouces au lieu de 4,5 pouces) qui ont également été utilisés par exemple sur le Saladin (en) et le FV432 (en). Outre l'intensité lumineuse plus élevée, ces phares ont également permis d'améliorer la situation en matière de pièces de rechange. Jusqu'à la fin de sa durée de vie, les phares plus grands ont été successivement montés sur tous les autres Samson en service dans l'armée britannique.
Dans le cadre du LEP (Life Extension Project), le véhicule blindé de dépannage FV106 Samson CVR(T) a été équipé d'un moteur diesel Cummins 6BTA de 5,9 litres à 6 cylindres turbocompressés, qui a remplacé l'ancien moteur à essence Jaguar J 60 Mk 100b à 6 cylindres de 4,2 litres. Parmi les autres améliorations mises en œuvre dans le cadre du LEP, citons les nouveaux viseurs de nuit et la préparation des véhicules en vue de l'installation de radios Bowman. Ainsi modifié, le véhicule a reçu la désignation FV106 Samson 235 CVR(T) armoured recovery vehicle.
Pour le service en Afghanistan, certains FV 106 Samson 235 CVR(T) ont été mis aux normes EM (Evironmental Mitigation), UOR (Urgent Operational Requirement) et TES (Theatre Entry Standard).
Avec la production du Mk 2 CVR(T), quatre Samson supplémentaires ont été produits.

## Galerie

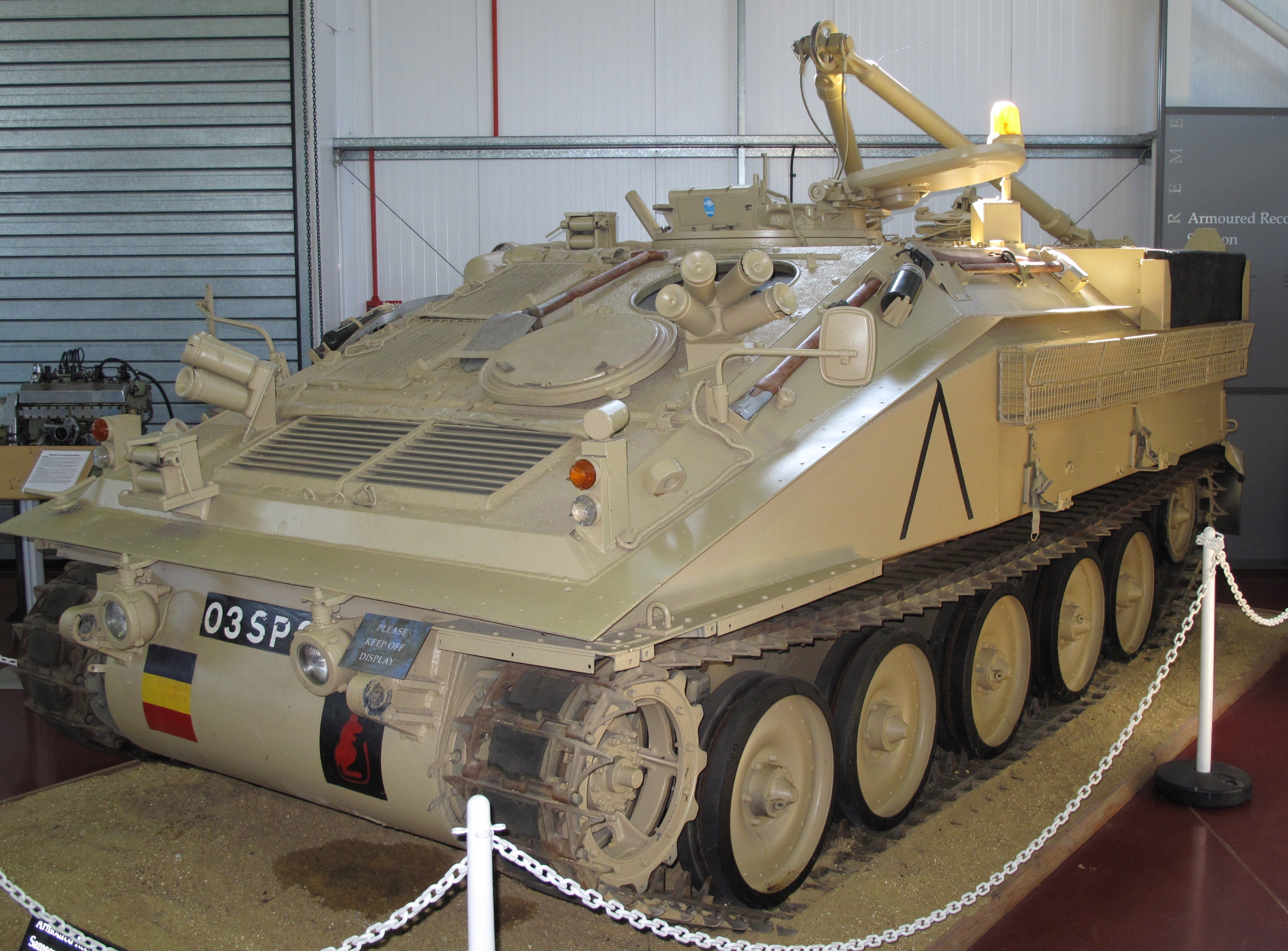
FV106 Samson
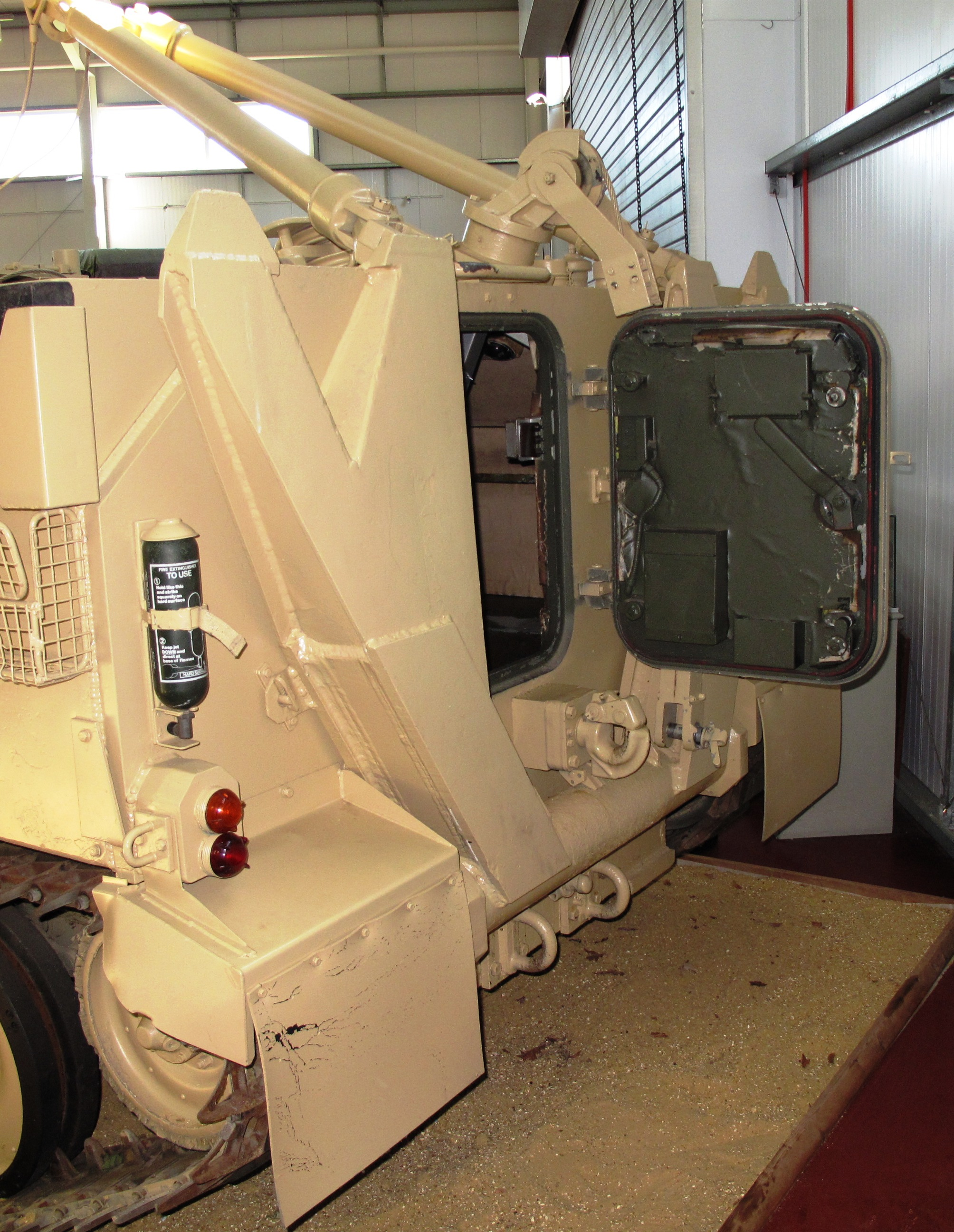
FV106 Samson

## Armement secondaire
- Mitrailleuse L7A2 de 7,62 mm coaxiale emportant 3 000 cartouches
- Lance-pots fumigènes : 2x4 lance-pots de 66mm de chaque côté de la tourelle